# Kůlny
Přírodní památka Kůlny se nachází v okrese Brno-město, katastrální území Kníničky. Jedná se o skalnatý svah kopce, který se nachází nad levým břehem Brněnské přehrady, v místní lokalitě Obora. Geomorfologicky náleží Kůlny Bobravské vrchovině. Důvodem ochrany je lesní společenstvo, bohatá květena a chráněné druhy plazů.

## Geologie
Podloží tvoří biotitické až amfibol-biotitické granodiority typu Veverská Bítýška brněnského masivu a biotitické pararuly jeho pláště. Pokryv představují rankery a kyselá kambizem typická.

## Flóra
V dubohabřinách a doubravách je zastoupen dub zimní (Quercus petraea), habr obecný (Carpinus betulus), javor mléč (Acer platanoides), lípa malolistá (Tilia cordata), jilm horský (Ulmus glabra), dub letní (Quercus robur), jeřáb břek (Sorbus torminalis), z keřů hojně dřín jarní (Cornus mas), ptačí zob obecný (Ligustrum vulgare), slivoň trnitá (Prunus spinosa), růže šípková (Rosa canina). Z bylin bělolist rolní (Filago arvensis), brambořík nachový (Cyclamen purpurascens), čilimník řezenský (Chamaecytisus ratisbonensis), dymnivka plná (Corydalis solida), prvosenka jarní (Primula veris) či rozrazil vídeňský (Veronica vindobonensis).

## Fauna
Plazy zastupuje užovka hladká (Coronella austriaca), užovka podplamatá (Natrix tessellata), užovka obojková (Natrix natrix) a slepýš křehký (Anguis fragilis), z obratlovců je to ještěrka obecná (Lacerta agilis) a mlok skvrnitý (Salamandra salamandra), z ptáků lejsek bělokrký (Ficedula albicollis), rehek zahradní (Phoenicurus phoenicurus), strakapoud prostřední (Dendrocopos medius), žluva hajní (Oriolus oriolus). Zaznamenány byly výskyty brouků jako roháč obecný (Oriolus oriolus), tesařík obrovský (Cerambyx cerdo) nebo krasec berlínský (Buprestis berolinensis).

### Externí odkazy

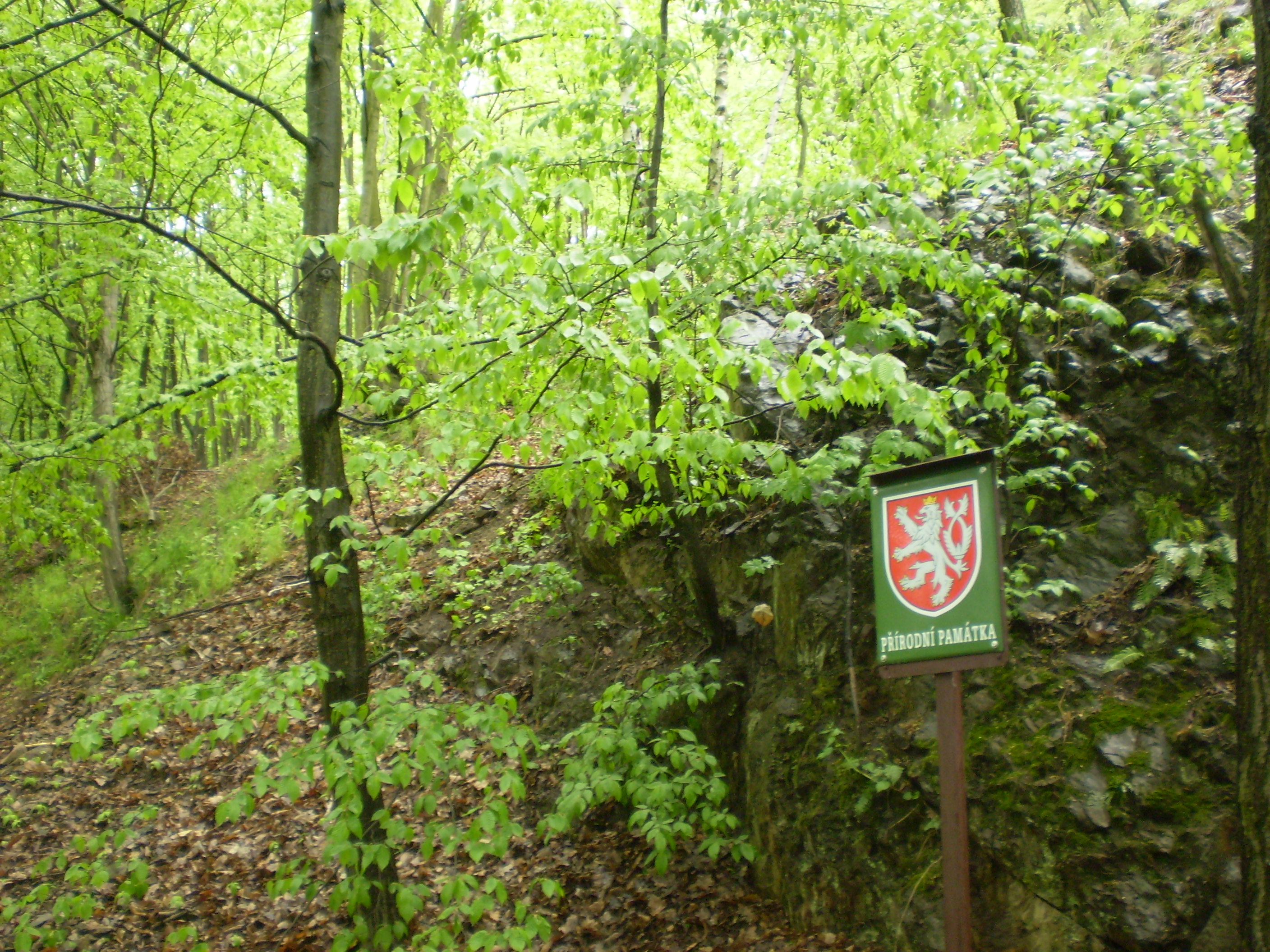
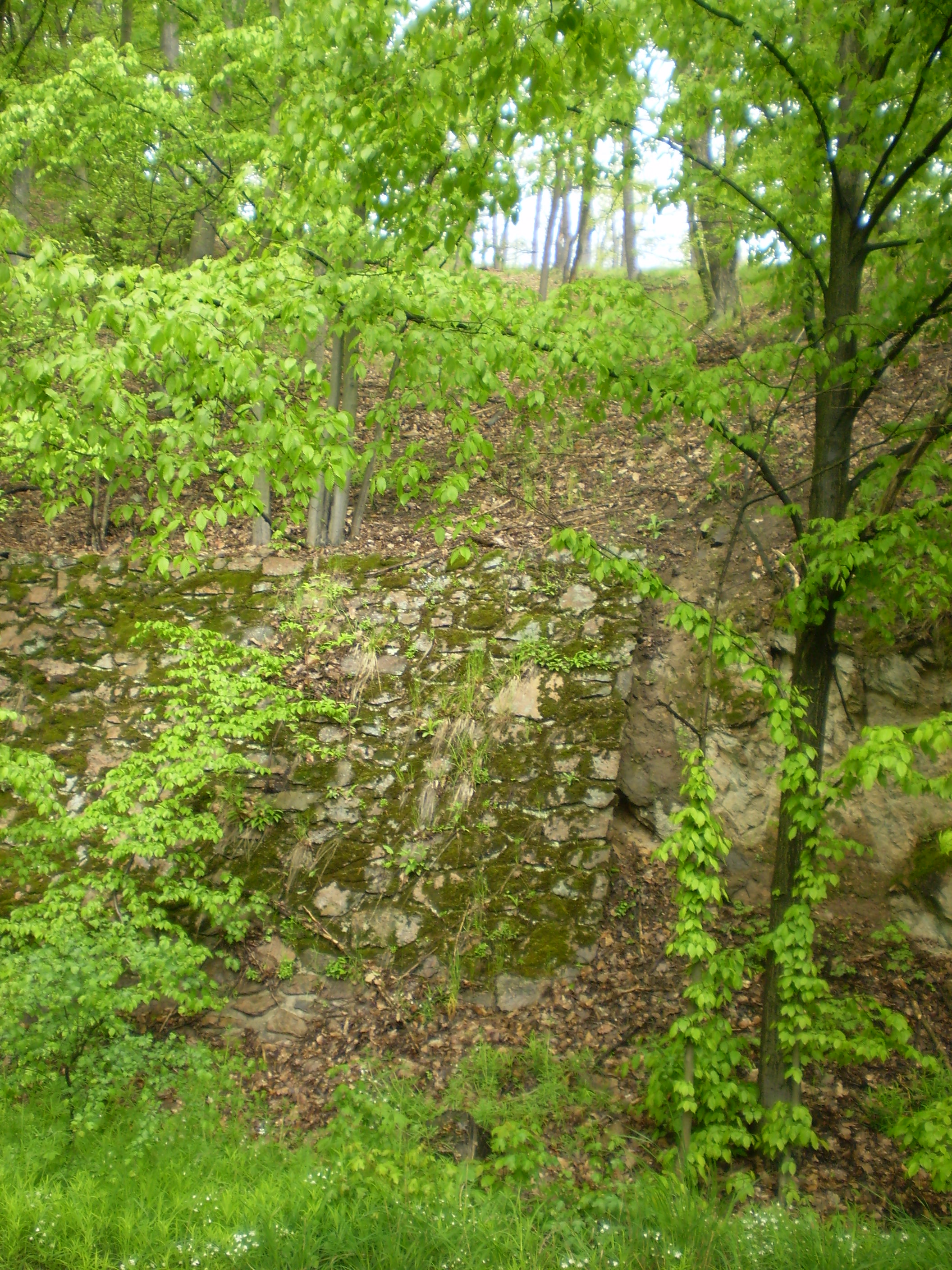
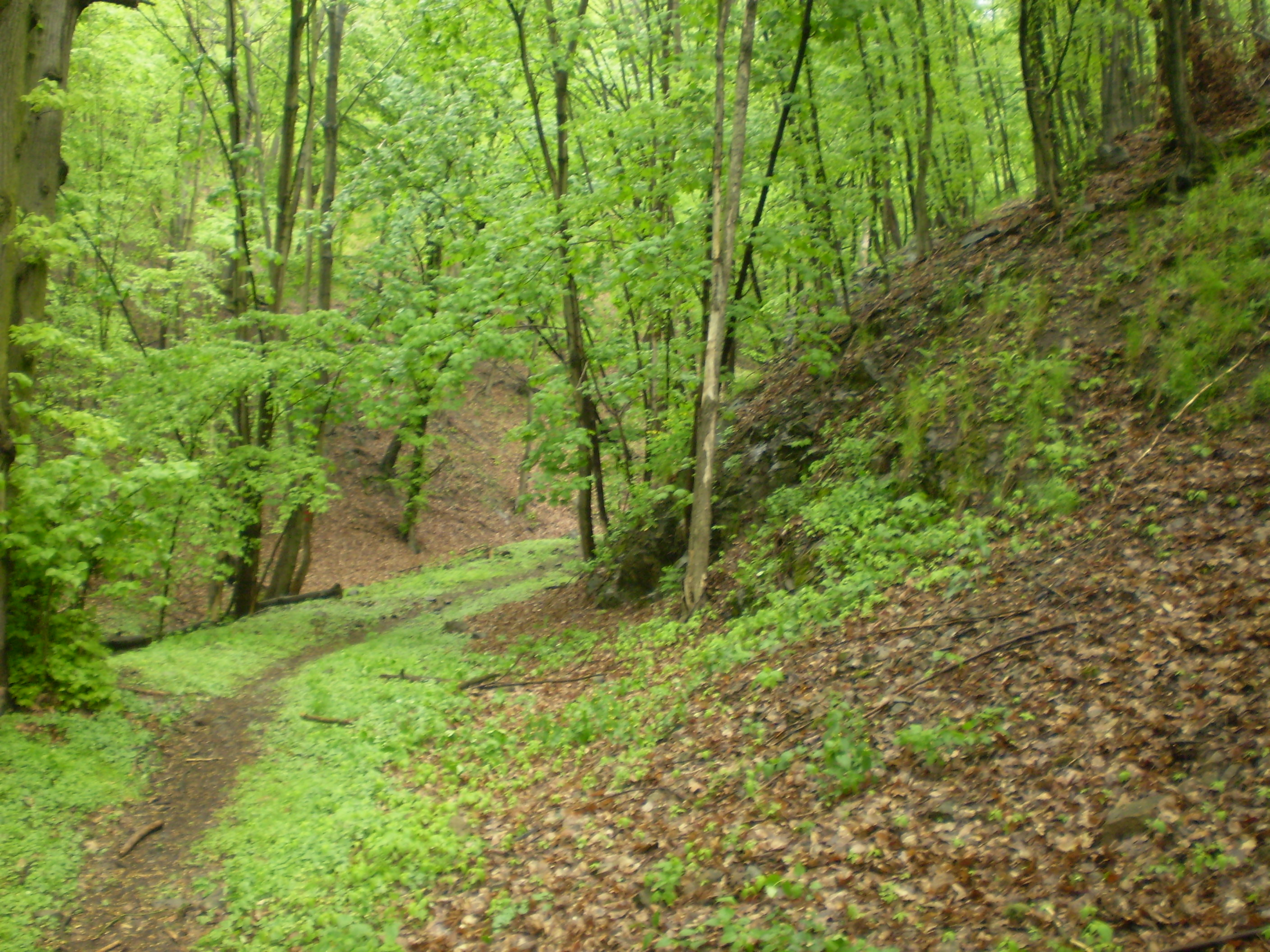
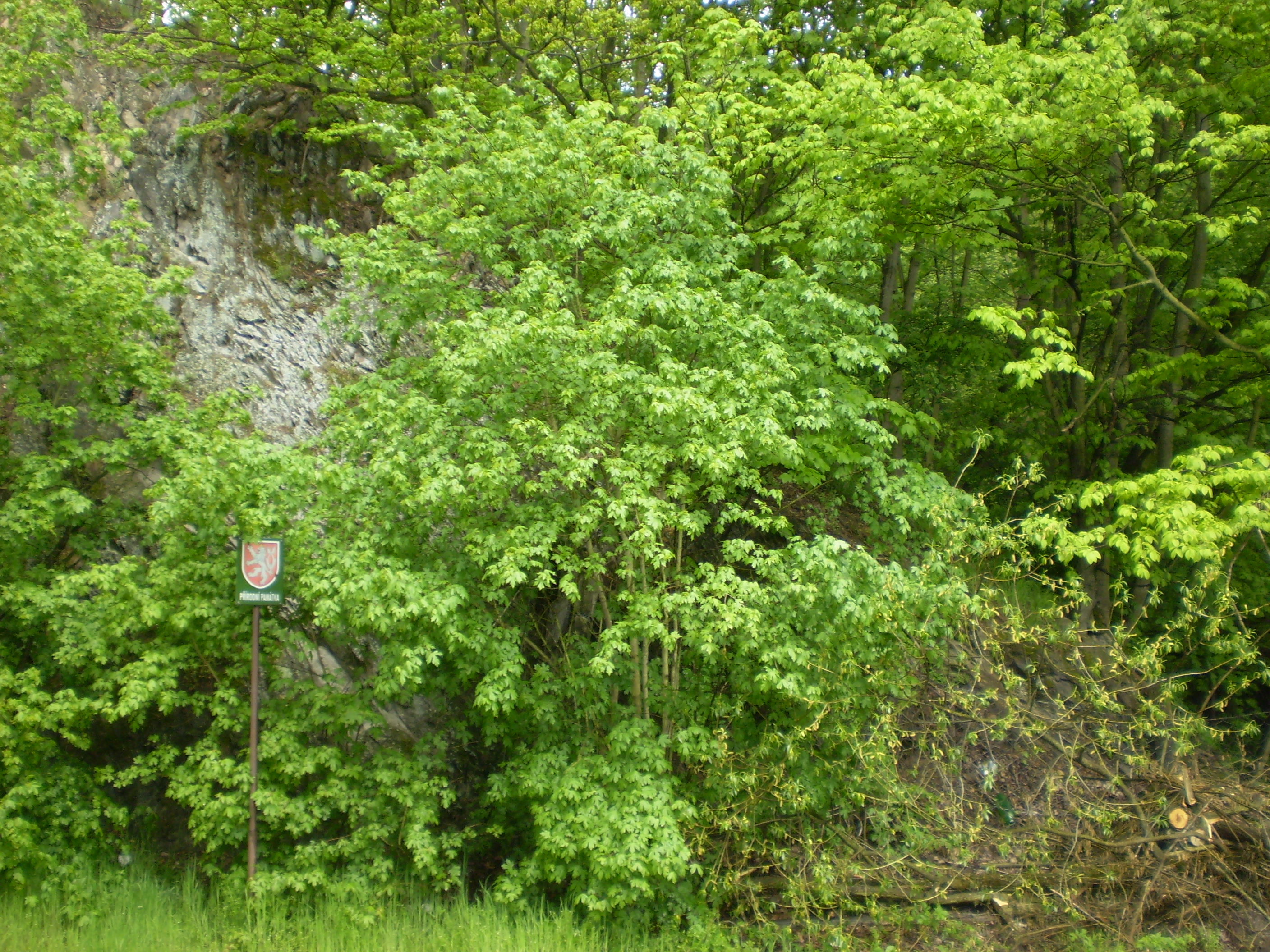